# Rurópolis
Rurópolis är en kommun i Brasilien.   Den ligger i delstaten Pará, i den centrala delen av landet, 1 500 km nordväst om huvudstaden Brasília. Antalet invånare är 40 068.
I omgivningarna runt Rurópolis växer i huvudsak städsegrön lövskog. Runt Rurópolis är det mycket glesbefolkat, med 3 invånare per kvadratkilometer.